# P.J. Anders Linder
Per John Anders Linder, född 19 juni 1962 i Gärdserums församling, Östergötlands län, är en svensk borgerlig skribent. Han har varit chefredaktör på Svenska Dagbladet och Axess magasin och vd för Timbro och Axess publishing.
Han skriver sedan januari 2021 en månatlig kolumn på ledarsidan i Göteborgs-Posten.
År 1984 blev han ordförande för Studentföreningen Ateneum i Lund och 1985–1986 var han vice ordförande i Fria Moderata Studentförbundet. Han var ledarskribent på Svenska Dagbladet 1993–1995, vd i näringslivets tankesmedja Timbro 1996–2000 och kommunikationsdirektör i Svenskt Näringsliv 2000–2003. Mellan 2004 och 2013 var PJ Anders Linder politisk chefredaktör för Svenska Dagbladet. I augusti 2013 tillträdde han som chefredaktör för Axess Magasin. År 2024 avgick han som chefredaktör för Axess men fortsatte som senior rådgivare till Axel och Margaret Ax:son Johnsons stiftelse.
År 2012 mottog han Svenskt Näringslivs Curt Nicolin-priset.
När han fyllde 50 år 2012 utkom vänboken Den borgerliga optimisten.
Han är bror till journalisten Mats Linder.